# Mount Derom
Mount Derom (französisch Mont Derom) ist ein 2400 m hoher Berg im ostantarktischen Königin-Maud-Land. Er ragt unmittelbar südlich des Mount Eyskens im Königin-Fabiola-Gebirge auf.
Teilnehmer einer von 1959 bis 1961 dauernden belgischen Antarktisexpedition entdeckten ihn am 7. Oktober 1960. Das Centre National de Recherches Polaires de Belgique (Nationalzentrum der Polarforschung Belgiens) benannte den Berg nach Expeditionsleiter Guido Derom (1923–2005).